# リリアーヌ
リリアーヌ（フランス語: Lillianes [liljan]）は、イタリア共和国ヴァッレ・ダオスタ州にある、人口約400人の基礎自治体（コムーネ）。

## 地理

### 位置・広がり

#### 隣接コムーネ
隣接するコムーネは以下の通り。括弧内のTOはトリノ県、BIはビエッラ県所属を示す。
- カレーマ (TO)
- フォンテーヌモール
- グラーリア (BI)
- イッシム
- ペルロ
- ポッローネ (BI)
- セッティモ・ヴィットーネ (TO)
- ソルデーヴォロ (BI)

## 行政

### 分離集落
リリアーヌには、以下の分離集落（フラツィオーネ）がある。
- Chessun, Chessun Vieux, Chichal, Praz, Rouby, Fey, They, Court, Foby, Tournoun, Suc, Lazé, Bonnesheures, Barmetta, Barbiaz, Salé, Las, Toux, Coeurtes, Fangeas, Vérigoz, Mattet, Costey, Parte-Joux, Grange, Choulére, Moler, Tetoun, Sassa, Moliné, Pines, Sénéchaz, Russy, Vallomy, Montcervier, Rive, Piatta, Pérapianaz, Traversagn, Duzeré, Mirioux, Verfey, Riasseu, Berlechuz, Couleura